# Шмидефельд-ам-Ренштайг
Шмидефельд-ам-Ренштайг (нем. Schmiedefeld am Rennsteig) — община в Германии, в земле Тюрингия. 
Входит в состав района Ильм. Подчиняется управлению Реннштейг.  Население составляет 1772 человека (на 31 декабря 2010 года). Занимает площадь 18,43 км².

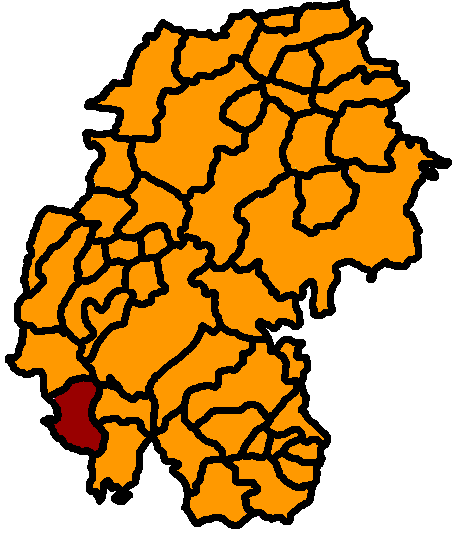
Шмидефельд-ам-Ренштайг

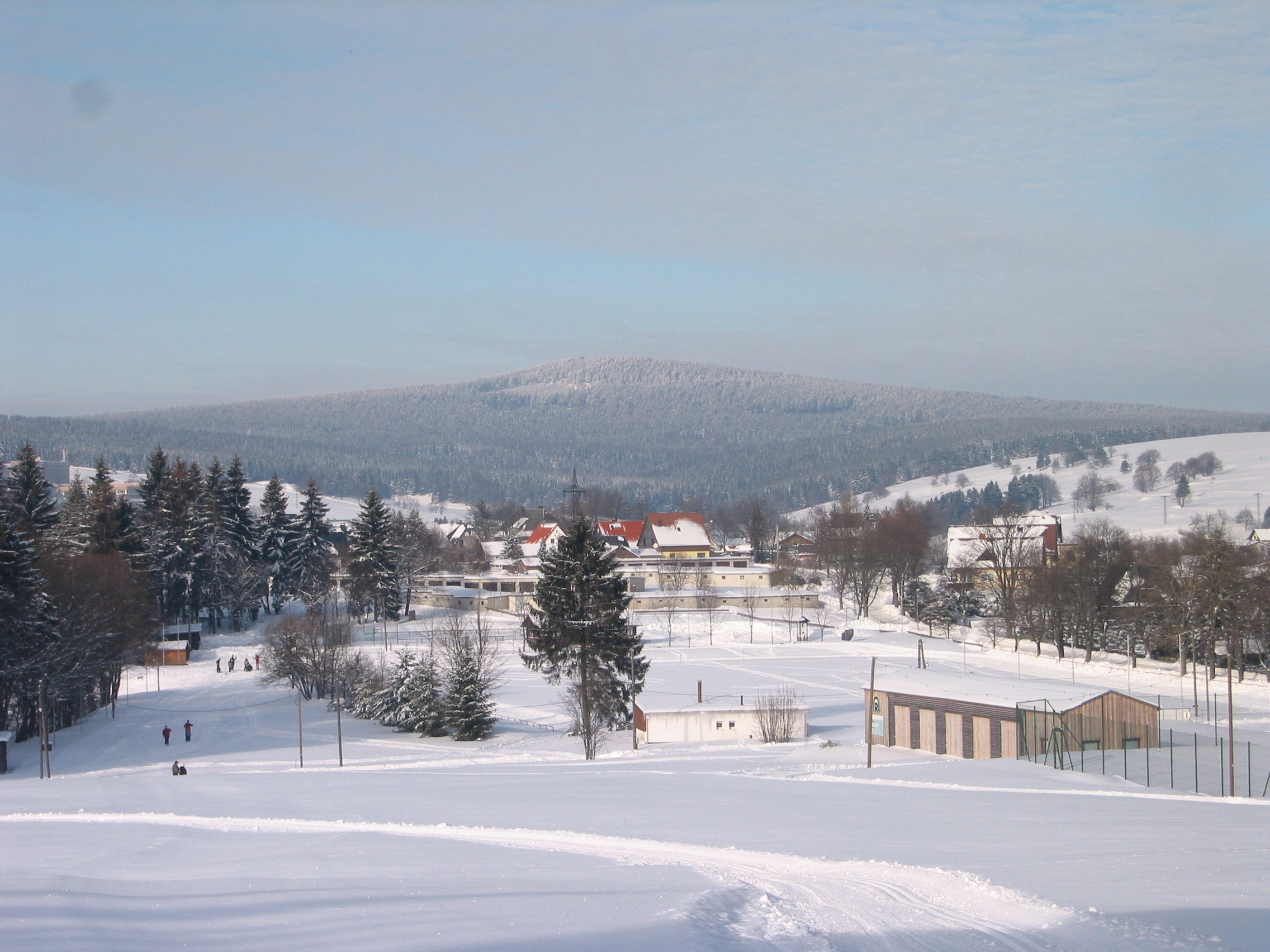
Шмидефельд-ам-Ренштайг